# Geervliet en Oud-Hoenderhoek
Het waterschap Polder Geervliet en Oud-Hoenderhoek was een polder en waterschap in de gemeente Nissewaard (voorheen Geervliet en daarna Bernisse) in de Nederlandse provincie Zuid-Holland. Het was in 1811 gevormd uit het gelijknamige Ambacht.
Het waterschap was verantwoordelijk voor de waterhuishouding in de polder.